# Deux Fois
Pour plus de détails, voir Fiche technique et Distribution.
Deux Fois est un film français réalisé par Jackie Raynal en septembre 1969.

## Synopsis
Une femme mange face à la caméra, puis annonce les séquences qui vont suivre, concluant par ces mots : « cette soirée sera la fin de la signification ». Suivent les séquences qu'elle a annoncées, et bien d'autres, dont notamment la liaison d'une femme avec un homme.

## Fiche technique
- Titre original : Deux Fois
- Réalisation : Jackie Raynal
- Chef-opérateur : André Weinfeld
- Montage son : Néna Baratier
- Production : Sylvina Boissonnas
- Sociétés de production : Zanzibar Production
- Pays d'origine :  France
- Langue originale : français, espagnol
- Format : noir et blanc, 35 mm
- Genre : film expérimental
- Durée : 67 minutes
- Date :  France : 1969 [1].

## Distribution
- Francisco Viader
- OSCAR
- Jackie Raynal

## Réalisation
Deux Fois est le premier film de Jackie Raynal, réalisé au cours d'un voyage de neuf jours à Barcelone en septembre 1969. Le montage est fait « à la caméra » : rien n'est retiré du matériau filmé.
Le titre provient de l'usage, à plusieurs reprises dans le film, de la répétition d'une même action.

## Réception du film
Louis Skorecki voit dans Deux Fois « l’un des films les plus forts et les plus énigmatiques » jamais réalisé. 
Pour Gérard Courant, le film rend compte de la non-communication. Il constate que la caméra n'est jamais cachée. C'est d'ailleurs pour Noël Burch « une méditation délibérément élémentaire sur certaines fonctions primaires du film ».

### Récompenses
- Grand prix au festival du Jeune Cinéma de Hyères en 1972